# Lijst van vliegtuigtypen (I-M)
Dit is een lijst van vliegtuigtypen die beginnen met een letter in de reeks van I - M.

## I

### IAI
- IAI Arava
- IAI Astra
- IAI C-38 Courier
- IAI Kfir
- IAI Galaxy
- IAI Heron
- IAI Kfir
- IAI Lavi
- IAI Nesher
- IAI Seascan
- IAI Westwind

### IAMI(HESA)
- IAMI Azarakhsh
- IAMI Dorna
- IAMI Iran-140
- IAMI Paratsu
- IAMI Project 2061
- IAMI Project 2091
- IAMI Shahed
- IAMI Shafagh
- IAMI Shavabiz
- IAMI Simorgh
- IAMI Tazarv

### IAR
- IAR 12
- IAR 14
- IAR 16
- IAR 37
- IAR 39
- IAR 46
- IAR 79
- IAR 80
- IAR 81
- IAR 93
- IAR 95
- IAR 99
- IAR 109
- IAR 316
- IAR 317
- IAR 330
- IAR 330L - Socat
- IAR 822
- IAR 823
- IAR 825
- IAR 831

### Ikarus
voor 1945
- Ikarus Aero 2
- Ikarus IK 2

na 1945
- Aero-2/B/C/D
- Ikarus Aero-2H
- Ikarus 211
- Ikarus 231
- Ikarus 920
- Ikarus Meteor
- Ikarus Košava
- Ikarus 213
- Ikarus 522
- Ikarus 214
- Ikarus Prvi maj
- Ikarus 215
- Ikarus Trojka
- Ikarus S-49A
- Ikarus 232 - Pionir
- Ikarus S-49C
- Ikarus Kurir
- Ikarus Kurir-H
- Ikarus 451
- Ikarus 451M
- Ikarus 452M
- Ikarus S-451M Zolja
- Ikarus J-451MM Stršljen I
- Ikarus S-451MM Matica
- Ikarus T-451MM Stršljen II
- Ikarus 452 - 2
- Ikarus 452 - 3

### Iljoesjin

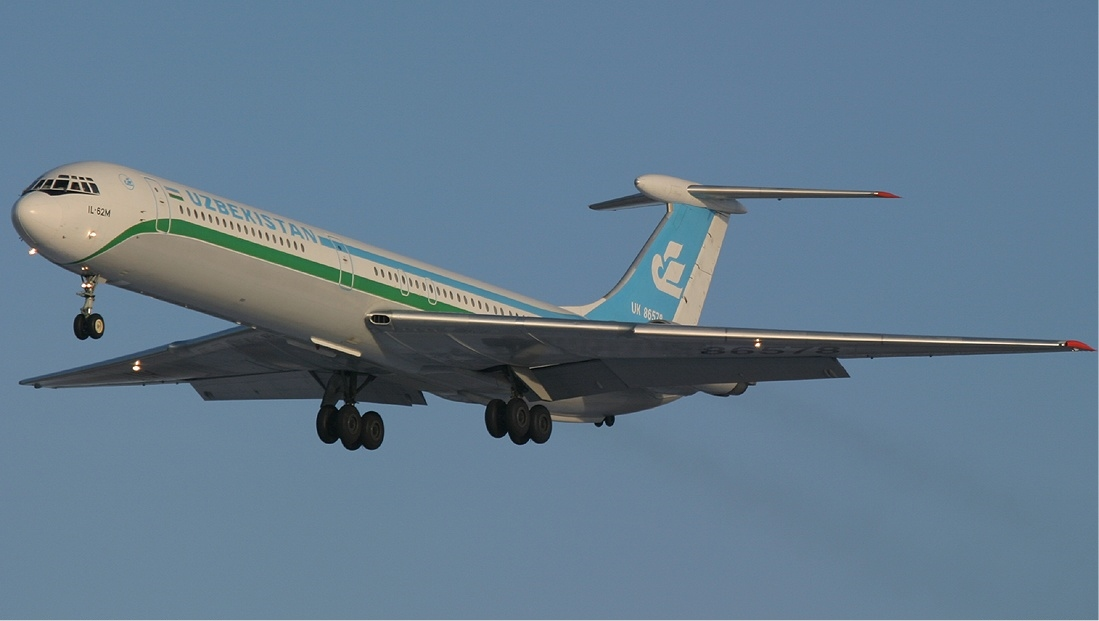
Iljoesjin Il-62.

- Iljoesjin DB-3
- Iljoesjin Il-2
- Iljoesjin Il-4
- Iljoesjin Il-6
- Iljoesjin Il-10 Stormovik "beast"
- Iljoesjin Il-12 Coach
- Iljoesjin Il-14
- Iljoesjin Il-18
- Iljoesjin Il-20/Il-22
- Iljoesjin Il-28
- Iljoesjin Il-38
- Iljoesjin Il-40
- Iljoesjin Il-54
- Iljoesjin Il-62
- Iljoesjin Il-76
- Iljoesjin Il-80
- Iljoesjin Il-86
- Iljoesjin Il-96
- Iljoesjin Il-103
- Iljoesjin Il-114

### Insitu
- Insitu Aerosonde

### Interceptor Corporation
- Interceptor 400

### Interplane
- Interplane Skyboy
- Interplane ZJ-Viera

### IPTN
- IPTN N-250

### Issoire Aviation
- Issoire Aviation APM 20 Lionceau
- Issoire Aviation APM 30 Lion
- Issoire Aviation APM 40 Simba
- Issoire Aviation APM 50 Nala

## J

### Jabiru Aircraft
- Jabiru Aircraft Jabiru

### Jihlavan
- Skyleader 150
- Skyleader 200
- Skyleader 500

### Junkers
- Junkers A50
- Junkers C-79
- Junkers CL.I
- Junkers D.I
- Junkers EF 61
- Junkers F.13
- Junkers G.38
- Junkers J.I
- Junkers Ju 52 Tante Ju
  - Junkers Ju 52/3m
- Junkers Ju 53
- Junkers Ju 86
- Junkers Ju 87 Stuka
- Junkers Ju 88
- Junkers Ju 89
- Junkers Ju 90
- Junkers Ju 188 Rächer
- Junkers Ju 248
- Junkers Ju 252
- Junkers Ju 287
- Junkers Ju 288
- Junkers Ju 290
- Junkers Ju 352 Herkules
- Junkers Ju 388 Störtebeker
- Junkers Ju 390
- Junkers Ju 488
- Junkers EF132
- Junkers W34

## K

### Kaiser-Fleetwings
- Kaiser-Fleetwings A-39
- Kaiser-Fleetwings BTK

### Kaman
- Kaman HOK
- Kaman HUK
- Kaman HU2K Seasprite
- Kaman K-1200 K-Max
- Kaman SH-2 Seasprite.

### Kamov
- Kamov Ka-15
- Kamov Ka-18
- Kamov Ka-20
- Kamov Ka-22 Vintokryl
- Kamov Ka-25
- Kamov Ka-26
- Kamov Ka-28
- Kamov Ka-29
- Kamov Ka-32
- Kamov Ka-50
- Kamov Ka-136
- Kamov Ka-226

### Kawanishi
- Kawanishi E15K Shiun
- Kawanishi E7K
- Kawanishi H6K
- Kawanishi H8K
- Kawanishi N1K

### Kawasaki
- Kawasaki C-1
- Kawasaki KDA-5
- Kawasaki KH-4
- Kawasaki Ki-10
- Kawasaki Ki-32
- Kawasaki Ki-45 Toryu
- Kawasaki Ki-48
- Kawasaki Ki-56
- Kawasaki Ki-60
- Kawasaki Ki-61 Hien
- Kawasaki Ki-64
- Kawasaki Ki-66
- Kawasaki Ki-78
- Kawasaki Ki-96
- Kawasaki Ki-100
- Kawasaki Ki-102
- Kawasaki Ki-108
- Kawasaki OH-X
- Kawasaki T-4

### Kayaba
- Kayaba Heliplane
- Kayaba Ka-1

### Kestrel
- Kestrel K250

### Keystone Aircraft Corporation
- Keystone B-3
- Keystone B-4
- Keystone B-5
- Keystone B-6
- Keystone Puffer

### KIBM
- KIBM Mavi Isik 78-XA
- KIBM Mavi Isik-B
- KIBM Mavi Isik-G

### Kirby
- Kirby Cadet

### Klemm
- Klemm Kl 31
- Klemm Kl 32
- Klemm Kl 35
- Klemm Kl 36

### Kokusai
- Kokusai Ki-59
- Kokusai Ki-76

### Kondor
- Kondor D.VI
- Kondor E.III

### Koolhoven
- Koolhoven F.K. 30 Toerist
- Koolhoven F.K. 40
- Koolhoven F.K. 41
- Koolhoven F.K. 42
- Koolhoven F.K. 43
- Koolhoven F.K. 44
- Koolhoven F.K. 45
- Koolhoven F.K. 46
- Koolhoven F.K. 47
- Koolhoven F.K. 48
- Koolhoven F.K. 49 / F.K. 49A
- Koolhoven F.K. 50 / F.K. 50A / F.K. 50B
- Koolhoven F.K. 51
- Koolhoven F.K. 52
- Koolhoven F.K. 53 Junior
- Koolhoven F.K. 54
- Koolhoven F.K. 55
- Koolhoven F.K. 56
- Koolhoven F.K. 57
- Koolhoven F.K. 58
- Koolhoven F.K. 59

### Kreider-Reisner
- Kreider-Reisner C-31

### Kreit-Lambrickx
- Kreit-Lambrickx KL-2

### Kyushu Hikoki
- Kyushu J7W Shinden
- Kyushu K11W Shiragiku
- Kyushu Q1W Tokai

## L

### LACAB
- LACAB T.7
- LACAB GR.8 Doryphore

### Lake
- Lake Buccaneer
- Lake LA4
- Lake Renegade

### Lambach
- Lambach HL I
- Lambach HL II

### Lambert
- Lambert Mission M212
- Lambert Mission M106

### Lancair
- Lancair Columbia
- Lancair IV
- Lancair Legacy
- Lancair Propjet
- Lancair Sentry

### Latécoère
- Latécoère 28
- Latécoère 290
- Latécoère 298
- Latécoère 302
- Latécoère 523
- Latécoère 611

### Lavotsjkin
- Lavotsjkin-Gorboenov-Goedkov LaGG-1
- Lavotsjkin-Gorboenov-Goedkov LaGG-3
- Lavotsjkin La-5
- Lavotsjkin La-7
- Lavotsjkin La-9
- Lavotsjkin La-11
- Lavotsjkin La-15

### Lear Jet
- Learjet 23
- Learjet 24
- Learjet 25
- Learjet 28
- Learjet 29
- Learjet 31
- Learjet 35
- Learjet 36
- Learjet 40
- Learjet 45
- Learjet 55
- Learjet 60

### LeO
- LeO 206
- LeO H-246
- LeO H-257
- LeO H-43
- LeO H-451
- LeO H-470
- LeO SE 200

### Let
- C-11
- L-13 Blaník
- L-21 Spartak
- L-23 Super Blaník
- L-33 Sólo
- L-200 Morava
- L-410 Turbolet
- L-420
- L-610
- LF-109 Pionýr

### Letov
- C-2
- L-101
- L-290
- LF-107 Luňák
- Š-1
- Š-2
- Š-3
- Š-4
- Š-5
- Š-6
- Š-7
- Š-8
- Š-10
- Š-12
- Š-13
- Š-14
- Š-16
- Š-18
- Š-19
- Š-20
- Š-21
- Š-22
- Š-25
- Š-28
- Š-31
- Š-32
- Š-33
- Š-39
- Š-50
- Š-118
- Š-128
- Š-218
- Š-228
- Š-231
- Š-328
- Š-331
- Š-428
- XLF-207 Laminar

### Levasseur
- Levasseur PL.14
- Levasseur PL.15
- Levasseur-Abrial A-1

### Liberty Aerospace
- Liberty XL2

### Lilienthal
- Derwitzer Glider

### Ling-Temco-Vought
- Ling-Temco-Vought A-7 Corsair II
- Ling-Temco-Vought C-142

### Lockheed Martin
- Lockheed 212
- Lockheed A-9
- Lockheed A-28 Hudson
- Lockheed A-29 Hudson
- Lockheed AC-130 Spectre/Spooky
- Lockheed AH-56 Cheyenne
- Lockheed Ventura
- Lockheed B-34 Lexington
- Lockheed B-37 Lexington
- Lockheed B-69 Neptune
- Lockheed C-5 Galaxy
- Lockheed C-12 Vega
- Lockheed C-17 Super Vega
- Lockheed C-23 Altair
- Lockheed C-25 Altair
- Lockheed C-36 Electra
- Lockheed C-37 Electra
- Lockheed C-40 Electra
- Lockheed C-56 Lodestar
- Lockheed C-60 Lodestar
- Lockheed C-63 Hudson
- Lockheed C-69 Constellation
- Lockheed C-85 Orion
- Lockheed C-101 Vega
- Lockheed C-104
- Lockheed C-111 Super Electra
- Lockheed C-139
- Lockheed C-121 Constellation
- Lockheed C-130 Hercules
- Lockheed C-140 Jetstar
- Lockheed C-141 Starlifter
- Lockheed CF-104 Starfighter
- Lockheed Constellation
- Lockheed CP-122 Neptune
- Lockheed CP-140 Aurora
- Lockheed CT-133 Silver Star
- Lockheed D-21 Tagboard
- Lockheed EC-121 Warning Star
- Lockheed EC-130 Compass Call
- Lockheed EP-3 Aries II
- Lockheed ES-3 Shadow
- Lockheed F-94 Starfire
- Lockheed F-97 Starfire
- Lockheed F-104 Starfighter
- Lockheed F-117 Nighthawk
- Lockheed FO Lightning
- Lockheed FV
- Lockheed Have Blue
- Lockheed Hudson
- Lockheed JetStar
- Lockheed L-10 Electra
- Lockheed L-12 Electra Junior
- Lockheed L-14 Super Electra
- Lockheed L-100 Hercules
- Lockheed L-188 Electra
- Lockheed L-1011 Tristar
- Lockheed L-2000
- Lockheed Lodestar
- Lockheed P-2 Neptune
- Lockheed P-3 Orion
- Lockheed P-7
- Lockheed P-38 Lightning
- Lockheed P-80 Shooting Star
- Lockheed PV-1 Ventura
- Lockheed PV-2 Harpoon
- Lockheed R6V Constitution
- Lockheed RC-121 Warning Star
- Lockheed S-3 Viking
- Lockheed SR-71 Blackbird
- Lockheed T-33
- Lockheed T2V Sea Star
- Lockheed U-2
- Lockheed Vega
- Lockheed Ventura
- Lockheed WP-3D Orion
- Lockheed X-27
- Lockheed XB-30
- Lockheed XC-35 Electra
- Lockheed XF-90
- Lockheed XP-49
- Lockheed XP-58 Chain Lightning
- Lockheed YF-12
- Lockheed YP-24

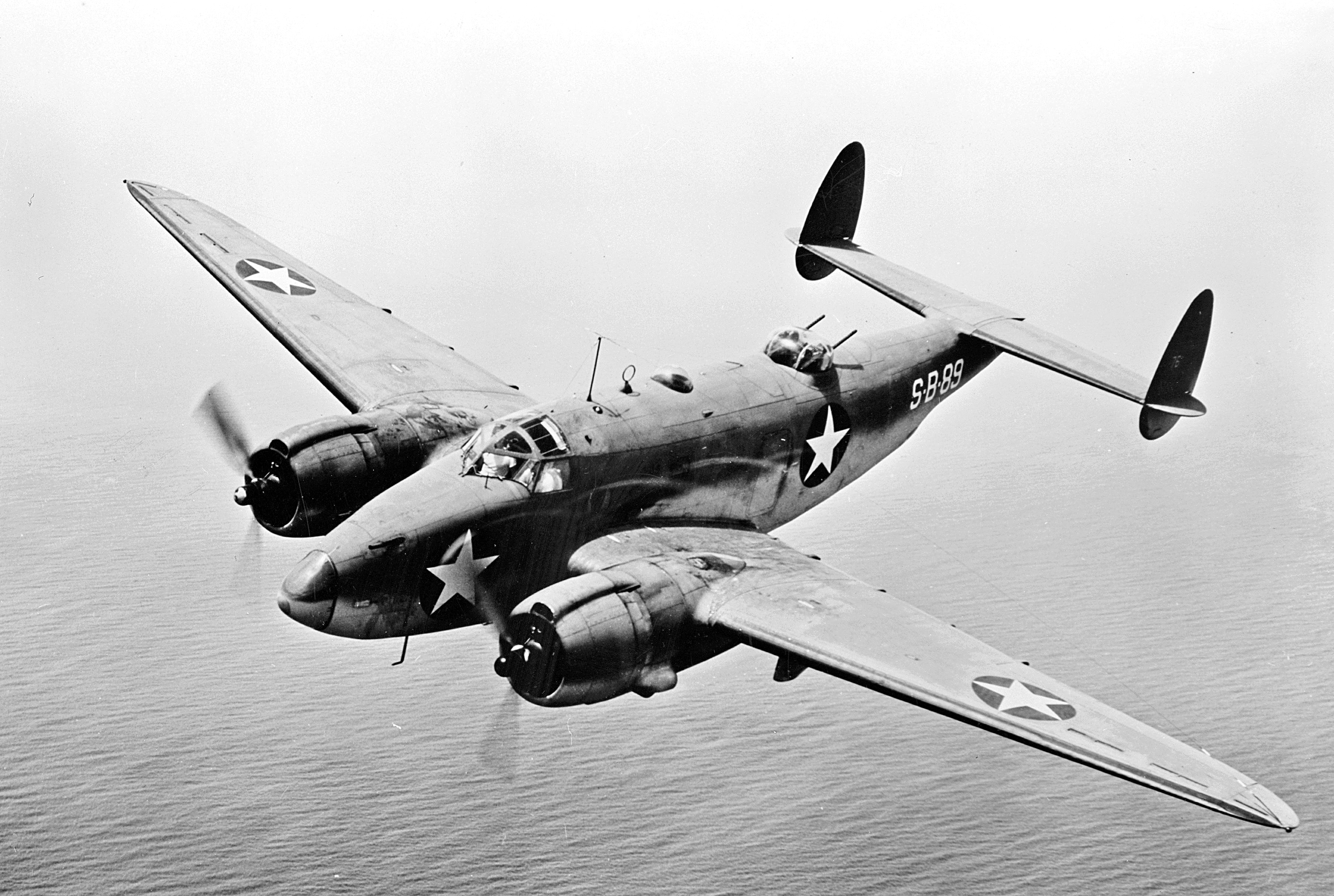
Vega Ventura bommenwerper (PV-1), circa 1943.

- Lockheed Martin Aerial Common Sensor
- Lockheed Martin F-22 Raptor
- Lockheed Martin F-35 Joint Strike Fighter
- Lockheed Martin RQ-3 Dark Star
- Lockheed Martin VentureStar
- Lockheed Martin X-33
- Lockheed Martin X-35
- Lockheed Martin X-44 MANTA

### Loening
- Loening FL

### Loire
- Loire 46
- Loire 70
- Loire 130
- Loire 210
- Loire 501
- Loire-Nieuport LN 401

### Lualdi-Tassotti
- Lualdi-Tassotti ES 53

### Lublin(Plage i Laśkiewicz)
- Lublin R-VIII
- Lublin R-XIII (R-XIV)

### Luscombe
- Luscombe C-90
- Luscombe Model 8 Silvaire
- Luscombe Spartan

### LVG
- LVG B.I
- LVG C.II
- LVG C.V

### LWD
- LWD Junak

### LWS
- LWS-2
- LWS-3 Mewa
- LWS-6 Zubr

## M

### Maatschappij voor Luchtvaart
- Holland (= Koolhovens Heidevogel)
- Verwey & Lugard (= Johan Hilgers Blériot XI)

### Macchi
- Macchi C.200
- Macchi C.202
- Macchi C.205
- Macchi M.416
- Macchi MB-226
- Macchi MB-308
- Macchi MB-323
- Macchi MB-326

### Maillet
- Maillet 201

### U.S. Marine Corps Warfighting Laboratory
- Dragon Eye

### Martin
- Martin 156
- Martin 2-0-2
- Martin 4-0-4
- Martin A-15
- Martin A-22 Maryland
- Martin A-23 Baltimore
- Martin A-30 Baltimore
- Martin A-45
- Martin AM Mauler
- Martin B-10
- Martin B-12
- XB-13
- Martin XB-14
- Martin B-26 Marauder
- Martin B-33 Super Marauder
- Martin B-48
- Martin B-57
- Martin Baltimore
- Martin BM
- Martin C-3
- Martin JRM Mars
- Martin Maryland
- Martin MB
- Martin P4M Mercator
- Martin P5M Marlin
- Martin P6M SeaMaster
- Martin PBM Mariner
- Martin RM
- Martin XB-16
- Martin XB-22
- Martin XB-27
- Martin XB-51
- Martin XB-68
- Martin-Marietta X-23
- Martin-Marietta X-24

### Martinsyde
- Martinsyde A1
- Martinsyde Buzzard
- Martinsyde Elephant
- Martinsyde F6
- Martinsyde G100
- Martinsyde G102
- Martinsyde S1

### Maule
- Maule M-4
- Maule M-5
- Maule M-6
- Maule M-7

### Maurice-Farman
- Maurice-Farman Shorthorn

### MBB
- MBB Bö 102
- MBB Bö 103
- MBB Bö 105
- MBB Bö 106
- MBB Bö 115
- MBB Fan Ranger
- MBB/Kawasaki BK117
- MBB-Kawasaki CH-143

### McDonnell
- McDonnell CF-101 Voodoo
- McDonnell F-2 Banshee
- McDonnell F-3 Demon
- McDonnell F-101 Voodoo
- McDonnell F-110 Spectre
- McDonnell FH Phantom
- McDonnell F2H Banshee
- McDonnell F3H Demon
- McDonnell XF-85 Goblin
- McDonnell XF-88 Voodoo
- McDonnell F-101A Voodoo
- McDonnell XP-67 Bat
- McDonnell Douglas A-4 Skyhawk
- McDonnell Douglas AH-64 Apache
- McDonnell Douglas AV-8 Harrier II
- McDonnell Douglas C-9 Skytrain II
- McDonnell Douglas C-10 Extender
- McDonnell Douglas CF-18 Hornet
- McDonnell Douglas CF-188 Hornet
- McDonnell Douglas F-15 Eagle
- McDonnell Douglas F/A-18 Hornet
- McDonnell Douglas F-4 Phantom II
- McDonnell Douglas F2H Banshee
- McDonnell Douglas KC-10 Extender
- McDonnell Douglas MD-10
- McDonnell Douglas MD-11
- McDonnell Douglas MD-12
- McDonnell Douglas MD-81
- McDonnell Douglas MD-82
- McDonnell Douglas MD-83
- McDonnell Douglas MD-87
- McDonnell Douglas MD-88
- McDonnell Douglas MD-90
- McDonnell Douglas X-36
- McDonnell Douglas YC-15
- McDonnell Douglas/General Dynamics A-12 Avenger II

### Merckle
- Merckle SM 67

### Merlin Aircraft
- Merlin EZ
- Merlin GT

### Messerschmitt
- Messerschmitt Bf 108 Taifun
- Messerschmitt Bf 109
- Messerschmitt Bf 110
- Messerschmitt Bf 162
- Messerschmitt Bf 163
- Messerschmitt Me 163 Komet
- Messerschmitt Me 209
- Messerschmitt Me 210
- Messerschmitt Me 261
- Messerschmitt Me 262 Schwalbe
- Messerschmitt Me 263
- Messerschmitt Me 264 Amerika
- Messerschmitt Me 290
- Messerschmitt Me 309
- Messerschmitt Me 321 Gigant
- Messerschmitt Me 323 Gigant
- Messerschmitt Me 410 Hornisse
- Messerschmitt Me 609
- Messerschmitt C-44
- Messerschmitt Me P.1101

### Meyers Aircraft Company
- Meyers OTW
- Meyers 125
- Meyers 145
- Meyers 200

### Mikojan-Goerevitsj
- Mikojan-Goerevitsj I-250 (N)
- Mikojan-Goerevitsj I-270
- Mikojan-Goerevitsj MiG-1
- Mikojan-Goerevitsj MiG-3
- Mikojan-Goerevitsj MiG-5
- Mikojan-Goerevitsj MiG-7
- Mikojan-Goerevitsj MiG-8
- Mikojan-Goerevitsj MiG-9
- Mikojan-Goerevitsj MiG-11
- Mikojan-Goerevitsj MiG-13
- Mikojan-Goerevitsj MiG-15
- Mikojan-Goerevitsj MiG-17
- Mikojan-Goerevitsj MiG-19
- Mikojan-Goerevitsj MiG-21
- Mikojan-Goerevitsj MiG-23
- Mikojan-Goerevitsj MiG-25
- Mikojan-Goerevitsj MiG-27
- Mikojan-Goerevitsj MiG-29
- Mikojan-Goerevitsj MiG-31
- Mikojan-Goerevitsj MiG-35

### Mil
- Mil Mi-1
- Mil Mi-2
- Mil Mi-4
- Mil Mi-6
- Mil Mi-8
- Mil Mi-9
- Mil Mi-10
- Mil Mi-12
- Mil Mi-14
- Mil Mi-17
- Mil Mi-18
- Mil Mi-24
- Mil Mi-26
- Mil Mi-28
- Mil Mi-32 Hare
- Mil Mi-34
- Mil Mi-38

### Miles
- Miles Aerovan
- Miles Falcon Six
- Miles Gemini
- Miles M.18 trainer
- Miles M.20
- Miles M.52
- Miles Magister
- Miles Martinet
- Miles Master
- Miles Mentor
- Miles Messenger
- Miles Monitor
- Miles Nighthawk
- Miles Queen Martinet
- Miles Whitney Straight

### Millicer
- Millicer M10 AirTourer

### MIT
- MIT Daedalus

### Mitchell Aircraft Corporation
- Mitchell U-2 Superwing

### Mitsubishi
- Mitsubishi A5M
- Mitsubishi A6M Zero
- Mitsubishi A7M Reppu
- Mitsubishi B1M
- Mitsubishi B2M
- Mitsubishi B5M
- Mitsubishi C5M
- Mitsubishi F-1
- Mitsubishi F-2
- Mitsubishi F1M
- Mitsubishi G3M
- Mitsubishi G4M
- Mitsubishi J2M Raiden
- Mitsubishi J8M Shusui
- Mitsubishi K3M
- Mitsubishi Ki-1
- Mitsubishi Ki-2
- Mitsubishi Ki-15
- Mitsubishi Ki-21
- Mitsubishi Ki-30
- Mitsubishi Ki-46
- Mitsubishi Ki-51
- Mitsubishi Ki-57
- Mitsubishi Ki-67 Hiryu
- Mitsubishi Ki-83
- Mitsubishi Ki-109
- Mitsubishi Ki-202 Shusui-kai
- Mitsubishi L4M
- Mitsubishi MC-20
- Mitsubishi MH2000
- Mitsubishi MU-2
- Mitsubishi RP-1
- Mitsubishi S-03 "Tony"
- Mitsubishi T-2
- Mitsubishi Zero

### Monocoupe
- Monocoupe 90A

### Mooney
- Mooney M-18
- Mooney M-20

### Morane-Saulnier
- Morane BB
- Morane H
- Morane I
- Morane L
- Morane LA
- Morane N
- Morane P
- Morane V
- Morane-Saulnier M.S.225
- Morane-Saulnier M.S.406
- Morane-Saulnier Type L
- Morane-Saulnier Type N

### Moravan
- Zlín C-1
- Zlín Z-XII
- Zlín Z-XIII
- Zlín Z-22 Junák
- Zlín Z-37 Čmelák
- Zlín Z-43
- Zlín Z-181, Z-281, Z-381, C-6 en C-106

### Mulot
- Mulot A.20 Sport

### Mureaux
- Mureaux 115

### Murphy Aircraft Mfg. Ltd.
- Murphy Elite
- Murphy Maverick
- Murphy Moose
- Murphy Rebel
- Murphy Renegade

### Myasishchev
- Myasishchev M-4
- Myasishchev M-17
- Myasishchev M-50